# Supreme Ruler Ultimate
Supreme Ruler Ultimate (с англ. — «Верховный Правитель Ультиматум») — стратегическая компьютерная игра, разработанная BattleGoat Studios и выпущенная 17 октября 2014 года. Это пятая игра в серии «Верховный правитель» и является продолжением Supreme Ruler 1936. По сути, это сборник, в котором модернизированы Supreme Ruler 2020, Supreme Ruler: Cold War и Supreme Ruler 1936 в одной игре, с тем же интерфейсом, что и в Supreme Ruler 1936, а также добавлены новые функции и внесены изменения в игровой процесс.

## Игровой процесс
Supreme Ruler Ultimate, работает как стратегия в реальном времени, но игрок может приостановить игру и выбрать скорость игры. Игрок пытается контролировать страну, которую он выбрал. Война является доминирующей темой в игре с её военным элементом, играемым в отрядах размером с батальон, созданных игроком во время игры. Существует также подробный экономический аспект, который фиксирует большое разнообразие статистических данных, в том числе данные о неполной и чрезмерной занятости и природных ресурсах. Страны ИИ работают по той же экономической системе, что и игрок, например, если никто не добывает достаточно нефти, все пострадают.
Игроки могут выбирать практически из любой существующей страны в качестве своего начального региона, а в некоторых «песочницах» и сценариях можно выбирать особые национальные регионы (например, штаты США или Европейские Этнические Регионы).
Стартовые эпохи игры:
- 1914 — Великая Война
- 1917 — Великая Война
- 1936 — Путь к войне
- 1940 — Европа в войне
- 1941 — Мир в войне
- 1949 — Холодная война
- 2017/2018 — Восход Трампа
- 2020 — Разделенные государства
- 2020 — Сделай Америку великой
- 2020 — Разрушенный мир
- 2020 — Мир (Современный Мир)

Регионы контролируются через ряд Министерств:
- Государственный департамент (Дипломатия)
- Финансы (Казначейство / Расходы)
- Ресурсы (сырье и готовая продукция, производство и рынки)
- Исследование (Технология)
- Оборонное производство
- Развертывание обороны и приказы

## Разработка
В игре используется запатентованный игровой движок BattleGoat, который используется и обновлялся с момента выпуска оригинальной игры Supreme Ruler 2010 в 2005 году. Серия игр Supreme Ruler представляет собой современное обновление оригинальной игры Supreme Ruler, впервые выпущенной для микрокомпьютера TRS-80. в 1982 году. Разработчик игры Джордж Geczy создал оригинальную игру и был техническим руководителем и основным программистом в каждом из следующих версий игры.
Supreme Ruler Ultimate была выпущена для Windows и Mac OSX 17 октября 2014 года.

## Дополнения
| имя           | Дата выхода     | Описание |
| ------------- | --------------- | --- |
| Восход Трампа | 26 июля 2016    | - Добавляет новый сценарий, начиная с Инаугурации в США, 20 января 2017 года. - Обновлены отношения «Современный мир», лидеры и региональные экономики. - Возьмите под контроль президента Дональда Трампа или другого мирового лидера. - Постройте Стену Трампа. - Поощряйте региональный экономический рост. |
| Великая Война | 31 Августа 2017 | - Добавлены новые стартовые даты — 1914 и 1917 год - Добавлены новые системы траншей и огневых позиций - Новые технологии и типы войск для идеального отражения вооружений Первой Мировой Войны - Возможность влиять на ход истории и играть до нынешних дней                                                  |

## Критика
Обзоре игры в журнале Armchair General Роберт Макки написал: «В целом, игра отлично справляется с задачей, для которой она предназначена — предоставить играбельную игру-стратегию в реальном времени, охватывающую около 150 лет современной жизни и будущую историю».